# 亨利山脈
亨利山脈（英語：Henry Mountains）是位於美國猶他州東南部的山脈，大致呈南北走向，綿延約30英里（48公里）。它是由阿爾蒙·湯普森（Almon Thompson）命名的，以紀念史密森尼學會第一任秘書約瑟·亨利（Joseph Henry）。距離亨利山脈最近的城鎮是猶他州漢克斯維爾，位於山脈以北。亨利山脈是美國48個相鄰州地圖上最後添加的山脈（1872 年），在湯普森正式命名之前，亨利山脈有時被稱為“未知山脈”。在納瓦荷語，該山脈仍被稱為Dził Bizhiʼ Ádiní （“名字缺失的山”）。
亨利山脈內的大部分土地均為美國聯邦政府所有，由美國內政部土地管理局管理。